# Sant Joan Baptista de Cabanabona
Sant Joan Baptista de Cabanabona és una església barroca de Cabanabona (Noguera) inclosa a l'Inventari del Patrimoni Arquitectònic de Catalunya.

## Descripció
Sant Joan Baptista és una església d'una nau amb parets llises. La façana es troba arrebossada; hi ha una porta dovellada d'arc de mig punt, amb la data fragmentada de 686; damunt de la porta hi ha un ull de bou. Té un alt campanar de planta quadrada i un cos amb terrassa. A l'angle sud-est hi ha la data 1777.
L'església de Sant Joan Baptista està realitzada amb pedra de carreu.

## Història
Sant Joan Baptista és l'església parroquial del poble de Cabanabona. Aquesta església està situada bastant allunyada del nucli de la població, al costat del cementiri.
Per l'estructura de l'església i també per les dates que s'hi troben s'ha de suposar que fou construïda en dos etapes. Podria ser que en un principi tan sols es feu la nau de l'església, durant l'any 1686, s'ha de suposar que la data que es troba a la façana hi falta un 1. El campanar es va fer amb posterioritat.
Fou realitzada amb l'ajuda de tots els veïns que hi havia en aquell moment a Cabanabona, actualment també són els propis veïns els que cuiden i paguen totes les despeses.